# Горгодзе, Шота Варламович
Шота Варламович Горгодзе (груз. შოთა ვარლამის ძე გორგოძე; 10 ноября 1931, Зеда-Илеми, Зестафонский муниципалитет — 1 марта 2020, Тбилиси) — грузинский советский военнослужащий, генерал-лейтенант (1988), министр внутренних дел Грузинской ССР (22 января 1986 — 23 ноября 1990).

## Биография
Родился в крестьянской семье. В 1947 году окончил среднюю школу села Кицхи Харагаульского района и в том же году поступил в Тбилисский институт инженеров железнодорожного транспорта, который окончил в 1955 году. После окончания института работал старшим мастером на тбилисском заводе «Электрочекс», затем — заместителем начальника цеха и начальником конструкторского бюро. С 1963 по 1965 год — инструктор Первомайского райкома Коммунистической партии Грузии.
В декабре 1965 года был переведён в Министерство внутренних дел Грузинской ССР на должность заместителя начальника отдела по борьбе с хищениями социалистической собственности и спекуляциями. С февраля 1971 года — заместитель начальника Управления по борьбе с кражами и спекуляциями Министерства внутренних дел, с августа 1972 года — начальник того же отдела. Эту должность занимал до 7 марта 1978 года. С 7 марта 1978 по 21 января 1986 года — заместитель министра внутренних дел. В этот период он активно участвовал в деятельности спортивного сообщества «Динамо», что во многом способствовало победе ФК «Динамо» (Тбилиси) в чемпионате Советского Союза 1978 года, Кубке Советского Союза 1979 года и 13 мая 1981 года в Кубке обладателей кубков УЕФА. 20 октября 1979 года ему присвоено звание генерал-майора внутренней службы. С 21 января 1986 по 22 ноября 1990 года Шота Горгодзе работал министром внутренних дел Грузии. 30 апреля 1988 года ему было присвоено звание генерал-лейтенанта внутренней службы.
9 апреля 1989 года грузинское ополчение во главе с Шотой Горгодзе стояло на проспекте Руставели, что предотвратило дальнейшие жертвы.
С июня 1994 по август 2000 года был ректором Высшей школы Министерства внутренних дел Грузии, а затем ректором Академии Министерства внутренних дел Грузии. В отставке с сентября 2001 года. Являлся членом Академий педагогических наук и международной информатики.
Автор изобретений.
Умер 1 марта 2020 года в Тбилиси. Похоронен в Цавкисе.